# Bayang
För andra betydelser, se Bayang (olika betydelser).
Bayang (Bayan ng Bayang) är en kommun i Filippinerna. Kommunen ligger på ön Mindanao, och tillhör provinsen Lanao del Sur. Folkmängden uppgår till 21 020 invånare.

## Barangayer
Bayang är indelat i 49 barangayer.
| - Bagoaingud - Bairan (Pob.) - Bandingun - Biabi - Bialaan - Cadayonan - Lumbac Cadayonan - Lalapung Central - Condaraan Pob. (Condaraan Dim) - Cormatan - Ilian - Lalapung Proper (Pob.) - Bubong Lilod - Linao - Linuk (Pob.) - Liong - Lumbac | - Mimbalawag - Maliwanag - Mapantao - Cadingilan Occidental - Cadingilan Oriental - Palao - Pama-an - Pamacotan - Pantar - Parao - Patong - Porotan - Rantian - Raya Cadayonan - Rinabor (Pob.) - Sapa | - Samporna (Pob.) - Silid - Sugod - Sultan Pandapatan - Sumbag (Pob.) - Tagoranao - Tangcal - Tangcal Proper (Pob.) - Tuca (Pob.) - Tomarompong - Tomongcal Ligi - Torogan - Lalapung Upper - Gandamato - Bubong Raya - Poblacion (Bayang) |